# Мір Ашраф Шах
Мір Ашраф Шах (перс. شاہ أشرف ہوتک, *д/н —1730) — шах Ірану в 1725—1729.

## Життєпис

### Молоді роки
Походив з династії Хотакі. Син Абдул-Азіза, брата Мірвайса, який у 1709 році став еміром Кандагару. У 1715 після смерті брата став новим еміром Кандагару, але у 1717 його було повалено небожем Мір Махмудом.
Втім Мір Ашраф залишився вірним новому володарю Кандагару. У 1719—1721 брав участь у вторгненні в межі Ірану. У 1722 був учасником великого походу проти іранського шаха Солтан Хусейна. Того ж року звитяжив у битві при Гульнабаді, де перське військо зазнало нищівної поразки.

### Правління
У 1725 після смерті двоюрідного брата Мір Махмуда, шаха Персії, якого він можливо отруїв, Мір Ашраф стає новим шахом. Для зміцнення законності своєї влади він одружився з донькою поваленого шаха Солтан Хусейна. У 1726 році проти нього на чолі османського війська вирушив валі Багдада, який оголосив про намір відновити на трон Солтан Хусейна. У відповідь Мір Ашраф Шах наказав стратити Хусейна, а його голову відіслати османам. Того ж року в битві при Керманшасі переміг османське військо.
Разом з тим в Азербайджані, Ґіляні, Мазендерані взяв владу Тахмасп II та російські війська. Вже у 1726 втрачено Астрабад внаслідок нападу Надир-хана. Для початку кампанії проти них у 1727 Мір Ашраф уклав в Хамадані мирну угоду з Османською імперією, якою було підтверджено колишній кордон між державами, Ашраша визнано шахом. Але тоді ж було втрачено Хорасан.
Основні події війни з Тахмаспом II та Надир-кулі-ханом розгорнулися у 1729. В цей час Надир-кулі на чолі війська рушив на облогу Герата, де трималася залога Мір Ашрафа. Останній вирішив використати ситуацію для наступу на Хорасан, розраховуючи захопити цю важливу провінцію, а потім здолати Надир-кулі. Втім Мір Ашраф Шах затримався при облогах міст, що дозволило Надир-кулі завершити гератську кампанію й рушити проти афганців.
У серпні та на початку вересня відбулася битва біля річки Махмандуст (відома також як битва при Дамгані), в якій Мір Ашраш Шах зазнав важкої поразки. Він спробував виправити ситуацію, але військо Мір Ашрафа було переможено у битві в ущелині Дерре-і-Хар. 29 листопада Мір Ашраф Шах у битві при Мурчехурті зазнав повної та нищівної поразки. У грудні шах залишив Ісфаган.

### Загибель
Спочатку планував втекти до Басри, де мав намір отримати підтримку османського султана, але марно. Зрештою вирішив рухатися до Кандагару суходолом. Після переходу пустелі Мір Ашраф Шах опинився в області племен белуджів, де взимку 1730 року його було підступно вбито Мір Мохаббат-хано Балухом, Калатським ханом. Але владу в Кандагарському еміраті захопив стриєчний брат Мір Ашрафа — Шах-Хусейн.